# Posici, Tîsmenîțea
Posici (în ucraineană Посіч) este o comună în raionul Tîsmenîțea, regiunea Ivano-Frankivsk, Ucraina, formată numai din satul de reședință.

## Demografie
Componența lingvistică a comunei Posici
     Ucraineană (98,81%)
     Rusă (1,19%)
Conform recensământului din 2001, majoritatea populației comunei Posici era vorbitoare de ucraineană (98,81%), existând în minoritate și vorbitori de rusă (1,19%).